# Colombe de Moreno
Metriopelia morenoi
Espèce
Statut de conservation UICN

 LC  : Préoccupation mineure
La Colombe de Moreno (Metriopelia morenoi) est une espèce d'oiseau de la famille des Columbidae.
Son nom commémore le naturaliste et explorateur argentin Francisco Moreno (1852-1919).

## Description
Elle a le dos brun et le ventre gris. Le tour des yeux est orange et les pattes roses.

## Répartition
Elle est endémique du nord-ouest de l'Argentine.

## Habitat
Son habitat naturel est les régions de broussailles subtropicales ou tropicales de haute altitude. Elle vit en petits groupes, souvent sur le sol. Elle n'est pas farouche mais difficile à voir en raison de son mimétisme avec le milieu environnant.